# Llanura de Münster

Estado de Renania de Norte-Westfalia en Alemania en el que se incluye el Münsterland.

La Llanura de Münster (en alemán: Münsterland, pronunciación: /ˈmʏnstɐˌlant/ⓘ) es un paisaje ubicado en el norte de Westfalia, Alemania. Puede ser entendida esta región bajo diferentes aspectos, uno de ellos es como un espacio natural, otro como un espacio histórico cultural. 

## Geografía
Se encuentra ubicada entre Lippe, el bosque de Teutoburgo, Emsland de Baja Sajonia y Holanda. Una de las principales ciudades de la región es Münster.